# Les Sables-d'Olonne
Les Sables-d'Olonne é uma comuna francesa na região administrativa do País do Loire, no departamento da Vendeia. Estende-se por uma área de 86.07 km². Em 2010 a comuna tinha 45 773 habitantes (densidade: 531,8 hab./km²).
Esta é a principal cidade da Costa da Luz (Côte de Lumière). É um porto marítimo, porto pesqueiro e área turística.
Em 1 de janeiro de 2019, incorporou os territórios das antigas comunas de Olonne-sur-Mer e Château-d'Olonne.